# KF Hysi Podujevo
KF Hysi Podujevo (alb. Klubi Futbollistik Hysi Podujevë, serb. cyr. Фудбалски клуб Хюси Подујево) – kosowski klub piłkarski, mający siedzibę w mieście Podujevo, w północno-wschodniej części kraju.

## Historia
Chronologia nazw:
- 2002: KF Hysi Podujevo

Klub piłkarski KF Hysi został założony miejscowości Podujevo w roku 2002. W sezonie 2005/06 zespół wygrał Pierwszą ligę i awansował do Superligi. W 2007 przeniósł się na nowy stadion w pobliskiej wsi Merdari. W 2013/14 zajął ostatnie miejsce w Superlidze, po czym został rozformowany.

## Sukcesy

### Trofea międzynarodowe
Nie uczestniczył w rozgrywkach europejskich (stan na 31-05-2016).

### Trofea krajowe
| \| \| Zdobyte trofea w rozgrywkach Kosowa (stan na: 31-05-2016) \| |                                                           |      |           |
| Rozgrywki                                                          | Osiągnięcie                                               | Razy | Sezon(y)  |
| Mistrzostwo                                                        | I miejsce                                                 | 1    | 2010/2011 |
| Mistrzostwo                                                        | II miejsce                                                | 0    |           |
| Mistrzostwo                                                        | III miejsce                                               | 0    |           |
| Puchar                                                             | zdobywca                                                  | 1    | 2008/09   |
| Puchar                                                             | finalista                                                 | 0    |           |
| Superpuchar                                                        | zdobywca                                                  | 1    | 2010/11   |
| Superpuchar                                                        | finalista                                                 | 0    |           |
| II liga                                                            | I miejsce                                                 | 1    | 2005/06   |
| II liga                                                            | II miejsce                                                | ?    |           |
| II liga                                                            | III miejsce                                               | ?    |           |
| Kosowo                                                             | Zdobyte trofea w rozgrywkach Kosowa (stan na: 31-05-2016) |      |           |

## Stadion
Klub rozgrywa swoje mecze domowe na stadionie Zahir Pajaziti w Podujevo, który może pomieścić 2000 widzów. Od 2007 gra na stadionie w pobliskiej wsi Merdari, który może pomieścić 2000 widzów.